# Gestión de activos P2P
La gestión de activos entre iguales ( gestión de activos P2P ) es la práctica de compartir estrategias de inversión entre personas no relacionadas, o "iguales", sin pasar por un intermediario financiero tradicional como un banco u otro instrumento de gestión de inversiones colectivas.

## Descripción
La razón de ser de la gestión de activos P2P es la desintermediación financiera. Cuando en una operación de gestión de inversiones participan múltiples intermediarios, existe la posibilidad de que se produzca un conflicto de intereses entre proveedores y compradores del servicio, en una secuencia bien documentada que en teoría económica se describe como el problema principal-agente. Los intermediarios buscan la maximización del beneficio. En el contexto de la gestión de inversiones, ofrecen las propuestas de riesgo/rentabilidad más atractivas a los mayores y más sofisticados clientes. Esto maximiza sus ingresos por comisiones ilegales en un determinado esfuerzo de distribución. Además, dada la opción entre dos oportunidades de inversión comparables, un intermediario seducido por las comisiones de la gestión de inversiones recomendará la opción más lucrativa para él, quizás a expensas de los intereses de los inversores no sofisticados.
Este régimen está sometido a presiones reguladoras y competitivas porque privilegia a los grandes inversores sofisticados a costa de la capacidad de elección de los relativamente más desfavorecidos y porque los incentivos van en contra del elemento más vulnerable de la cadena. La FCA (Reino Unido), ha aplicado la política de "trato justo a los clientes", con reformas de gran alcance como la Retail Distribution Review, que prohíbe gradualmente las "comisiones ilegales" por las que los proveedores de servicios de gestión de inversiones recompensan a los asesores "independientes" que colocan sus productos.
Los intermediarios tales como los asesores financieros, sirven de conexión entre los gestores de carteras y los inversores. Una gran parte de su remuneración suele provenir de comisiones ilegales del gestor de la cartera.
En lugar del síntoma (las comisiones ilegales y el asesoramiento inadecuado), los nuevos competidores abordan el problema (la multiplicidad de intermediarios) interrumpiendo la cadena de intermediación. El uso de intermediarios no parece reportar beneficios económicos a los inversores. Bergstresser, Chalmers y Tufano (2009) compararon los fondos de inversión ofrecidos a través del canal de intermediación con los ofrecidos directamente a los inversores. Las propuestas aprovechan el alcance de Internet para emparejar a un proveedor central de servicios de gestión de inversiones con clientes finales online. La gestión de activos P2P cierra el círculo de la desintermediación. En lugar de que un proveedor central dirija las opciones de los inversores, se produce un intercambio de información entre todos ellos, que pone a disposición de todos las estrategias más rentables.

## Historia
El primer proveedor completamente P2P es Darwinex (Reino Unido), un corredor de divisas y gestor de activos aprobado por la FCA que ofrece copy trading a sus usuarios. Darwinex se fundó en 2012 y se describe a sí misma como una bolsa que empareja a proveedores con compradores de estrategias de inversión, sin intermediarios. Los compradores pagan a los proveedores con una participación en los beneficios de sus inversiones y Darwinex actúa como contraparte central que lista de forma independiente las estrategias por un precio de cotización público basado en los activos subyacentes, califica la calidad de la estrategia y gestiona el riesgo de los inversores.
La gestión de activos P2P ofrece, frente a los proveedores centralizados, la ventaja potencial de que todos los participantes realizan crowdsourcing de estrategias que se valoran de forma independiente en un entorno competitivo.

## Características
Aunque la gestión de activos entre iguales comparte algunas de las características de los servicios tradicionales de gestión de inversiones (como las acciones y bonos que cotizan en bolsa), debido a su carácter innovador a veces se denomina servicio financiero alternativo.
Las características clave de la gestión de activos entre iguales son:
- se realiza con ánimo de lucro
- está abierta a todos, sin volúmenes mínimos de inversión
- no es necesario que exista un vínculo común o una relación previa entre los proveedores de estrategias y los inversores
- la intermediación corre a cargo de un gestor de activos "peer-to-peer" o de una bolsa de estrategias
- las transacciones se realizan en línea
- los inversores eligen sus estrategias sin asesoramiento de terceros

Las primeras gestiones de activos entre iguales también se caracterizaron por la desintermediación y la dependencia de las redes sociales, pero funciones como el social trading han empezado a desaparecer. Dado que el "Social Trading" divulgó operaciones en directo, los inversores aprendieron a replicar las estrategias sin compensar a los mejores proveedores, que luego se negaron a publicarlas.
Los proveedores más conocidos de servicios de gestión de activos P2P, como eToro, Darwinex y otras empresas, ofrecen los siguientes servicios:
- Servicios de intermediación y ejecución para que los proveedores de estrategias dirijan sus estrategias al mercado.
- Servicios de evaluación comparativa de estrategias en función de atributos deseables como la experiencia, la gestión del riesgo, la disciplina, el calendario, el rendimiento y la escalabilidad.
- Servicios de gestión de riesgos que protegen a los inversores de desviaciones inesperadas del riesgo objetivo por parte de los proveedores de estrategias.
- Servicios de custodia (que suelen incluir la liquidación, custodia y notificación de los valores negociables y el efectivo de los clientes) en cuentas segregadas con contrapartes de bajo riesgo.[10]
- Verificación de la identidad, el empleo y los ingresos de los inversores con arreglo a la legislación de protección de los clientes, como la MiFID en Europa.
- Procesamiento de los pagos de los inversores y realización de la entrega contra pago a los proveedores que aceptan que se replique su estrategia
- Cobertura normativa (la gestión de activos es una actividad regulada que sólo pueden ejercer legalmente las personas autorizadas), cumplimiento legal y presentación de informes
- Captación de nuevos proveedores e inversores (marketing)

## Normativa legal
En general, los gestores de activos P2P necesitan dos tipos de permisos reglamentarios. El primero es para prestar servicios de intermediación en nombre de operadores e inversores. El segundo es para gestionar estrategias de inversión en nombre de inversores minoristas o profesionales.
En el Reino Unido, estos dos permisos corresponden a la aplicación local de la normativa MiFID, denominada "Negociación de inversiones como agente” para los servicios de intermediación, y "Negociación de inversiones como principal” y "Gestión de inversiones" para la parte de gestión de activos de la propuesta. Además, se requiere permiso para "Organizar la salvaguarda y administración de activos", que garantiza a los inversores la protección de las normas de la FCA sobre el dinero de los clientes.
Un matiz importante es que los gestores de activos P2P podrían sufrir un conflicto de intereses si, además de actuar en calidad de agentes (u operadores), prestando servicios de gestión de inversiones y corretaje, realizaran operaciones por cuenta propia, actuando como principales. Esto opondría sus intereses principales a los de los clientes a los que presta servicios como agente. Los proveedores tradicionales de servicios financieros que pueden sufrir este conflicto pretenden superarlo imponiendo una muralla china.
Los gestores de P2P abordan el problema en su origen actuando exclusivamente en calidad de agentes. Los clientes pueden verificar esta limitación asegurándose de que los gestores de P2P tienen la "restricción de intermediario principal", por la que el regulador les prohíbe participar en cualquier actividad como principal. Otra prueba para identificar conflictos de intereses es verificar que los servicios de ejecución se prestan en condiciones de mercado a través de terceros, idealmente bolsas reconocidas (cualquier bolsa acordada por las autoridades competentes de las partes), a precios públicos.

## Ventajas y críticas
La principal ventaja de la gestión de activos P2P es la ausencia de intermediarios, lo que se traduce en dos ventajas estructurales.
La primera es que todos los incentivos están alineados. El proveedor de la estrategia puede estar seguro de que ésta no será divulgada por la bolsa, ya que esto reduciría su premio a cero y perjudicaría a la bolsa. El inversor puede estar seguro de que la bolsa hará todo lo posible por calificar las estrategias con precisión, ya que es la única manera de garantizar volúmenes a largo plazo.
La segunda ventaja es que los beneficios obtenidos por las estrategias sólo se reparten entre el proveedor de la estrategia, el comprador y la bolsa. Hay un único intermediario, sin el cual no es posible el intercambio de beneficios, pero nada más.
Algunos han criticado a los gestores de activos P2P por la falta de experiencia "profesional" en la gestión de activos por parte de los proveedores de estrategias. Estas relaciones están reguladas por la FCA. Los particulares y las empresas pueden presentar una queja ante la FCA. El Financial Ombudsman Service es una organización alternativa, en caso de no quedar satisfecho con la interacción con la FCA.